# Midsommarnatt (sång)
Midsommarnatt är en låt av artisten Eddie Meduza. Den återfinns på 2002 års utgåva av albumet You Ain't My Friend som ett bonusspår. Låten släpptes även som singel år 2016.
"Midsommarnatt" finns även med på samlingsalbumet En jävla massa hits.
Dansbandet Lasse Stefanz har gjort en cover på låten som släpptes som singel 19 juni 2020. Även dansbandet Larz-Kristerz har gjort en cover på låten (som finns på deras album Våra bästa!)